# Varbó
Varbó is een plaats (község) en gemeente in het Hongaarse comitaat Borsod-Abaúj-Zemplén. Varbó telt 1156 inwoners (2001).